# Вьясский Владимирско-Богородицкий монастырь
Вьясский Владимирско-Богородицкий монастырь (или Вьясская Владимирско-Богородицкая пустынь) — монастырь Кузнецкой епархии Русской православной церкви, расположенный у села Большой Вьяс в Лунинском районе Пензенской области России.

## История
Легендарная версия относит основание монашеского общежития приходится на рубеж XVII и XVIII веков (возможно, на 1691 год), когда на правом берегу реки Вьяс у источника обосновались, выстроив деревянную часовню и перенеся в нее Владимирскую икону Божией Матери, старцы Иоанн и Тихон.
В 1713 году при содействии графа Гавриила Головкина часовня была заменена деревянной церковью Владимирской Божией Матери. Он же пожертвовал монастырю землю, а также лесные и рыбные угодья. Церковь во имя Живоначальной Троицы была построена в 1740 году.
В 1830 году Владимирская икона Божией Матери была принесена в Пензу во время эпидемии холеры как чудотворная. Согласно преданию, именно это событие остановило заболевание.
Пустынь после основания приписывалась к различным монастырям, и стала самостоятельной вновь только в 1860 (по другой версии — в 1851) году. В 1764 году она была упразднена и приписана к приходскому храму села Большой Вьяс, а ее основной храм стал храмом сельского кладбища. В 1801 году пустынь была открыта вновь, и в разные годы была приписана к Саранскому Петропавловскому монастырю и Пензенскому архиерейскому дому, просуществовав независимо лишь с 1823 по 1832 год.
К началу XX века в монастыре насчитывалось четыре церкви, две каменных (одна из них — соборная, в честь Владимирской иконы Божией Матери), и две деревянных:
- Живоначальной Троицы (1855 год, деревянная)
- в честь иконы Божией Матери «Живоносный Источник» (1857 год, деревянная, перестроена в 1903 году)
- во имя Владимирской иконы Божией Матери (1853—1862 или 1863 годы, каменная, пятиглавая, с каменной колокольней) — иконы для нее были написаны художником Степаном Перелогиным. Им был заменен обветшавший деревянный храм.
- в память Усекновения главы Иоанна Предтечи (1898—1903 годы)

В 1914 году в пустыни находились 7 иеромонахов, 5 иеродиаконов, 6 монахов, 12 указных послушников и 20 послушников на испытании (всего 51 насельник). В монастыре, кроме храмов, находилось четыре каменных и три деревянных корпуса. Последним ее настоятелем в 1913 году стал иеромонах Геронтий (Титов, 1877—1937).
Соборная церковь была сооружена вокруг источника, у которого был основан монастырь; вода из него считалась целебной.
После закрытия монастырей Пензенской губернии в 1918 году, ставший архимандритом настоятель монастыря Геронтий преобразовал обитель в сельскохозяйственное товарищество ради ее сохранения. Однако в 1925 или 1926 годах пустынь была окончательно закрыта советской властью. Впоследствии здания частично рапзрушенного монастыря занимали колхозные тракторные мастерские и школа крестьянской молодежи.
Престольными праздниками монастыря были дни Святой Троицы 21 мая, 23 июня и 14 сентября (по старому стилю).
В 1996 году был восстановлен источник монастыря. В 2002 году в день празднования иконы Владимирской Божией Матери в монастыре была отслужена первая в XXI веке Божественная литургия. После этого пустынь некоторое время была женской, однако была вновь преобразована в мужскую.